# Marvel Animation
Marvel Animation, LLC è uno studio di animazione statunitense che realizza film e serie televisive d'animazione tratti dai fumetti Marvel Comics. Lo studio è una divisione di Marvel Studios, parte di Walt Disney Studios, a sua volta sussidiaria di The Walt Disney Company.
Nel corso degli anni lo studio ha collaborato con Lionsgate, Nickelodeon e Disney XD.

## Storia
Inizialmente la Marvel si affidava a studi separati per trasporre sul piccolo schermo i suoi personaggi.
Marvel Animation viene fondata nel 2008 per gestire le produzioni animate tratte dai fumetti Marvel Comics.
Nel dicembre 2009, con l'acquisizione di Marvel Entertainment da parte d The Walt Disney Company , Marvel Studios, e quindi Marvel Animation, diventa sussidiaria di Disney.
Nel 2010, con la creazione di Marvel Television, lo studio passa sotto la direzione di quest'ultima.
Nel 2019, a seguito di una riorganizzazione di Marvel Television, lo studio torna a operare sotto la direzione di Marvel Studios.

## Produzioni

### Serie animate
| Titolo                                    | Anno      | Co-produzione                                 | Canale (USA)         | Canale (Italia)       |
| ----------------------------------------- | --------- | --------------------------------------------- | -------------------- | --------------------- |
| Wolverine e gli X-Men                     | 2009-2013 | First Serve International Toonz Entertainment | Nicktoons            | Rai Gulp              |
| Iron Man: Armored Adventures              | 2009-2012 | Method Films Luxanimation                     | Nicktoons            | Rai Gulp, Nickelodeon |
| Super Hero Squad Show                     | 2009-2011 | Film Roman                                    | Cartoon Network      | Nickelodeon, Rai Gulp |
| Avengers - I più potenti eroi della Terra | 2010-2012 | Film Roman                                    | Disney XD            | Disney XD             |
| Ultimate Spider-Man                       | 2012-2017 | Film Roman                                    | Disney XD            | Disney XD             |
| Avengers Assemble                         | 2013-2019 | Man of Action Studios                         | Disney XD            | Disney XD             |
| Hulk e gli agenti S.M.A.S.H.              | 2013-2015 | Film Roman                                    | Disney XD            | Disney XD             |
| Guardiani della Galassia                  | 2015-2016 | TBA                                           | Disney XD            | Disney XD             |
| Marvel Anime                              |           |                                               |                      |                       |
| Iron Man                                  | 2010      | Superhero Anime Partners Madhouse             | Animax               |                       |
| Wolverine                                 | 2011      | Superhero Anime Partners Madhouse             | Animax               |                       |
| X-Men                                     | 2011      | Superhero Anime Partners Madhouse             | Animax               |                       |
| Blade                                     | 2011      | Superhero Anime Partners Madhouse             | Animax               |                       |
| Disk Wars: Avengers                       | 2014-2015 | Toei Animation                                | TX Network Disney XD |                       |

### Film direct-to-video
- Ultimate Avengers - Il film (2006)
- Ultimate Avengers 2 - L'ascesa della Pantera Nera (2006)
- L'invincibile Iron Man (2007)
- Dottor Strange - Il mago supremo (2007)
- Next Avengers - Gli eroi di domani (2008)
- Hulk Vs. Thor e Wolverine (2009, contiene Hulk Vs. Thor e Hulk Vs. Wolverine)
- Planet Hulk (2010)
- Thor: Tales of Asgard (2011)
- Iron Man & Hulk: Heroes United (2013)
- Iron Man & Captain America: Heroes United (2014)
- Marvel Super Hero Adventures: Combattimento glaciale! (2015)
- Hulk - Nella terra dei mostri (2016)

#### Marvel  Anime
- Iron Man: Rise of Technovore (2013)
- Avengers Confidential: La Vedova Nera & Punisher (2014)

## Marvel Knights Animation
La Marvel Knights Animation è una serie di motion-comic (letteralmente fumetti animati) distribuiti in home video, tramite iTunes e altre piattaforme a pagamento. Gli episodi prodotti sono:
- Astonishing X-Men: Gifted (2009) – 6 episodi
- Black Panther (2010) – 6 episodi
- Thor & Loki: Blood Brothers (2011) – 4 episodi
- Iron Man: Extremis (2010) – 6 episodi
- Spider-Woman: Agent of S.W.O.R.D. (2011) – 5 episodi
- Astonishing X-Men: Dangerous (2012) – 6 episodi
- Astonishing X-Men: Torn (2012) – 6 episodi
- Astonishing X-Men: Unstoppable (2012) – 7 episodi
- Inhumans (2013) – 12 episodi
- Wolverine: Origin (2013) – 6 episodi
- Ultimate Wolverine vs. Hulk (2013) – 6 episodi
- Wolverine Versus Sabretooth (2014) – 6 episodi
- Wolverine: Weapon X: Tomorrow Dies Today (2014) – 6 episodi
- Eternals (2014) – 10 episodi
- Wolverine Versus Sabretooth: Reborn (2015) – 4 episodi